# AzulOscuroCasiNegro
AzulOscuroCasiNegro es una comedia dramática dirigida por Daniel Sánchez Arévalo y estrenada en 2006. Está protagonizada por Quim Gutiérrez, Marta Etura, Héctor Colomé y Raúl Arévalo.

## Argumento
Jorge es un veinteañero que trabaja como portero de un edificio en Madrid, sustituyendo en el cargo a su padre Andrés, que se quedó inválido hace siete años tras sufrir un infarto cerebral. Jorge, recién licenciado en Ciencias Empresariales, aspira a una mejor vida, pero necesita rebelarse contra todos y contra sí mismo para lograrlo.
Por vía de su hermano Antonio, encarcelado, conoce a Paula, una reclusa con la que entablará una relación que impulsará a Jorge a comenzar a enfrentarse a sus deseos, tras pedirle que la deje embarazada para que la trasladen al módulo de maternidad para salvarse de las agresiones que sufre en su módulo actual.
Todo esto ocurre mientras Israel, el mejor amigo de Jorge, descubre la homosexualidad de su padre y comienza a asumir la suya propia.

## Reparto
- Quim Gutiérrez como Jorge Mateo.
- Marta Etura como Paula.
- Daniel Muriel como Gonzalo.
- Antonio de la Torre como Antonio Mateo.
- Raúl Arévalo como Israel.
- Héctor Colomé como Andrés.
- Ana Wagener como Ana.
- Eva Pallarés como Natalia.
- Manuel Morón como Fernando.[5]

## Producción
La película está rodada en Toledo y Madrid, concretamente en la prisión de Soto del Real y en el barrio de Moratalaz, donde vive y trabaja Jorge, el protagonista del filme.

### Banda sonora
La banda sonora de esta película, bajo el sello JMB, está a cargo del compositor Pascal Gaigne. Imaginarte, canción principal de la película, fue nominada a mejor canción original en los Premios Goya 2006.
| Títulos                   |
| ------------------------- |
| 1. Azul oscuro casi negro |
| 2. La vida con objetivo   |
| 3. Entrevistas            |
| 4. Solaris                |
| 5. Sin dudar              |
| 6. Contrabass             |
| 7. Cárcel con Vistas      |
| 8. Memoria Sensorial      |
| 9. Una vez más            |
| 10. Imaginarte            |

## Lanzamiento

### Calificación por edades
De cara a su estreno, la película fue calificada en España como no recomendada para menores de trece años.

### Estreno
La película se estrenó en la gran pantalla el 31 de marzo de 2006.

## Recepción

### Comercial
La recaudación en cines ascendió a 1.082.154,93€, con 209.083 espectadores. Además, ha sido proyectada en China como parte del programa LGBT Film Festival organizado por diversos consulados en Cantón.

### Crítica
La ópera prima de Sánchez Arévalo fue calificada como prometedora por El País. El diario El Mundo la define como "una película de personajes, pero también de historias potentes y originales".

## Sobre el proyecto
Daniel Sánchez Arévalo, un licenciado en Ciencias Empresariales, se encontraba realizando entre el año 2000 y 2001 un máster de cine en la Universidad de Columbia en el que le exigían escribir un guion. El director solucionó el trabajo escribiendo su propia historia en un guion que llevaba por título Física II. Al volver a España, lo rodó rodeado de actores como Héctor Colomé, Antonio de la Torre y Raúl Arévalo.
Después de ganar varios premios en el Festival de Cortometrajes de Alcalá de Henares, Daniel Sánchez Arévalo pudo debutar en el mundo del largometraje. Decidió retomar la historia de Física II, finalizándola de este modo. En sus palabras, AzulOscuroCasiNegro es un título que hace referencia al estado anímico de su protagonista y su percepción de la vida. Para él, "es una historia sobre personajes que luchan contra el destino; personajes atrapados al otro lado del cristal, ese fino cristal apenas perceptible, casi invisible pero imposible de obviar, que les separa de sus sueños". Además, incide en que "el nexo común de todos los personajes es que desean algo que no pueden tener, y eso les tiene absolutamente bloqueados", por lo que provocan pequeños cambios para que todo siga igual.
La primera dificultad con la que se encontró fue la imposibilidad para contar con Jorge Monje, personaje de Física II, para recuperar su personaje. Quim Gutiérrez, conocido en Cataluña por la serie El cor de la ciutat, lo reemplazó, a pesar de que en un principio al director le parecía que su físico era demasiado duro para el papel. El resto del elenco repitió y a él se sumaron los nombres de Eva Pallarés, Marta Etura, Manuel Morón, Ana Wagener, Roberto Enríquez, Marta Aledo y Daniel Muriel.
La película se estrenó en el Festival de Málaga donde cosechó el premio al mejor guion.

## Localizaciones de rodaje
La película se rodaron los exteriores en Madrid y en Soto del Real.

## Premios
| XXI Edición de los Premios Goya | Categoría                 | Persona                  | Resultado |
| ------------------------------- | ------------------------- | ------------------------ | --------- |
| XXI Edición de los Premios Goya | Mejor director novel      | Daniel Sánchez Arévalo   | Ganador   |
| XXI Edición de los Premios Goya | Mejor actriz protagonista | Marta Etura              | Nominada  |
| XXI Edición de los Premios Goya | Mejor actor de reparto    | Antonio de la Torre      | Ganador   |
| XXI Edición de los Premios Goya | Mejor actor revelación    | Quim Gutiérrez           | Ganador   |
| XXI Edición de los Premios Goya | Mejor guion original      | Daniel Sánchez Arévalo   | Nominado  |
| XXI Edición de los Premios Goya | Mejor canción original    | Imaginarte - Alba Gárate | Nominada  |

| 51.ª edición de los Premios Sant Jordi | Categoría                        | Persona        | Resultado |
| -------------------------------------- | -------------------------------- | -------------- | --------- |
| 51.ª edición de los Premios Sant Jordi | Mejor actor en película española | Quim Gutiérrez | Ganador   |

| XVI Edición de los Premios de la Unión de Actores | Categoría                         | Persona             | Resultado |
| ------------------------------------------------- | --------------------------------- | ------------------- | --------- |
| XVI Edición de los Premios de la Unión de Actores | Mejor actriz protagonista de cine | Marta Etura         | Nominada  |
| XVI Edición de los Premios de la Unión de Actores | Mejor actor secundario de cine    | Héctor Colomé       | Nominado  |
| XVI Edición de los Premios de la Unión de Actores | Mejor actor secundario de cine    | Antonio de la Torre | Ganador   |
| XVI Edición de los Premios de la Unión de Actores | Mejor actriz de reparto de cine   | Ana Wagener         | Nominada  |
| XVI Edición de los Premios de la Unión de Actores | Mejor actor revelación            | Raúl Arévalo        | Ganador   |
| XVI Edición de los Premios de la Unión de Actores | Mejor actor revelación            | Quim Gutiérrez      | Nominado  |

| IX Edición del Festival de Málaga | Categoría                                    | Película/Persona       | Resultado |
| --------------------------------- | -------------------------------------------- | ---------------------- | --------- |
| IX Edición del Festival de Málaga | Biznaga de Plata. Premio Especial del Jurado | AzulOscuroCasiNegro    | Ganadora  |
| IX Edición del Festival de Málaga | Biznaga de Plata al Premio de la Crítica     | AzulOscuroCasiNegro    | Ganadora  |
| IX Edición del Festival de Málaga | Biznaga de Plata al Mejor Guion              | Daniel Sánchez Arévalo | Ganador   |